# 金鸡湖街道 (苏州市)
金鸡湖街道，是苏州工业园区下辖的一个街道办事处。于2021年12月10日成立。
面积45平方公里，常住人口27.7万人，户籍人口21.9万人，街道办事处办公地址在苏华路2号，管理新城、新加、都市、师惠、东方、贵都、新馨、沁苑、四季新、湖左岸、加城、天域、高尔夫、城邦、熙岸、水巷、天翔、星桂、苏州中心广场、滨湖、东湖大郡、东湖春韵、枫情水岸、湖畔天城、第五元素、东湖林语、国际水岸、中塘、欧典、澳韵、琼姬墩、水墨、海悦、荣域、邻瑞、朗科、双湖湾、方悦、钟悦、馨悦、九华、白塘、时代上城南、玲东、香茂、星公元、时代上城北、景城、领汇、玲珑湾、中海、新未来、星湖、海尚、时代广场北55个社区居委会
所辖区域由原娄葑街道的新城、新加、都市、师惠、东方、贵都、新馨、沁苑、四季新、湖左岸、加城、天域、高尔夫、城邦、熙岸、水巷、天翔、星桂、苏州中心广场、滨湖20个社区居委会区域和斜塘街道的东湖大郡、东湖春韵、枫情水岸、湖畔天城、第五元素、东湖林语、国际水岸、中塘、欧典、澳韵、琼姬墩、水墨、海悦、荣域、邻瑞、朗科、双湖湾、方悦、钟悦、馨悦、九华、白塘、时代上城南、玲东、香茂、星公元、时代上城北、景城、领汇29个社区居委会区域以及唯亭街道的玲珑湾、中海、新未来、星湖、海尚、时代广场北6个社区居委会区域划归而成。